# Golpe de Estado no Alto Volta em 1983
Golpe de Estado no Alto Volta em 1983 ocorreu em 4 de agosto de 1983 quando um golpe de Estado foi lançado na República do Alto Volta (atual Burkina Faso) em um evento por vezes chamado de Revolução de Agosto (em francês:  Révolution d'août) ou Revolução Burquinabê. Foi realizado por elementos radicais do exército liderados por Thomas Sankara e Blaise Compaoré, contra o regime do major Jean-Baptiste Ouédraogo.

## Antecedentes

### Golpe de Estado de 1982 e Conselho de Salvação do Povo
Em 1980, o Coronel Saye Zerbo assumiu o controle da República do Alto Volta por meio de um golpe de Estado. Ele instalou um regime misto militar-civil que ao longo do tempo marginalizou tanto os oficiais superiores conservadores mais velhos quanto os oficiais subalternos mais jovens e os radicais de esquerda no exército. Em 7 de novembro de 1982, as facções conservadoras e de esquerda unidas sob o comando do coronel conservador Gabriel Somé Yorian lançaram um golpe de Estado que depôs Zerbo. Os soldados então formaram o Conseil de Salut du Peuple  (CSP), um corpo governante de 120 membros composto por oficiais, suboficiais e soldados rasos. Dois dias depois, o conselho elegeu o Major Jean-Baptiste Ouédraogo como Presidente. Ele foi uma escolha de compromisso entre os radicais esquerdistas e os conservadores no CSP. De acordo com Ouédraogo, o capitão radical Thomas Sankara deveria assumir o poder, mas retirou-se no último minuto, levando outros oficiais a escolhê-lo para assumir a presidência devido ao seu posto superior, embora, em suas palavras, "contra minha vontade". Ao contrário de Sankara, ele não tinha experiência política e apoio popular, e foi rapidamente considerado pelos membros esquerdistas do CSP como conservador e simpatizante das políticas da França. No entanto, a mídia considerou Ouédraogo e Sankara como unidos em objetivos e os apelidaram de "gêmeos siameses".
Em 21 de novembro Ouédraogo declarou que o CSP restauraria um regime constitucional e civil em dois anos. Cinco dias depois, o CSP instalou um governo formal. Ouédraogo era o único soldado no gabinete e, além de seu papel como presidente, foi nomeado Ministro da Defesa Nacional e Assuntos dos Veteranos. Em geral, o CSP exerceu o verdadeiro controle do governo, enquanto Ouédraogo serviu como pouco mais do que uma figura decorativa. As liberdades dos sindicatos e da imprensa, restringidas sob o regime de Zerbo, foram restauradas pela nova administração. O CSP elegeu Sankara como primeiro-ministro em janeiro de 1983, efetivamente instituindo um contrapeso de poder a Ouédraogo.

### Tensões entre Ouédraogo e Sankara
Entrementes, conforme Sankara percorria vários países comunistas e socialistas, circulavam rumores entre a população voltaica de que o CSP assumiria uma abordagem esquerdista radical para governar e expropriar pequenos negócios. Em uma tentativa de aliviar as preocupações, Ouédraogo disse aos membros do Conselho Nacional de Empregadores Voltaicos que "a iniciativa privada será mantida ... você é o principal motor da atividade econômica do país". Sankara concluiu sua viagem com uma visita à Líbia. Um avião de transporte líbio pousou no aeroporto de Ouagadougou logo após seu retorno, gerando rumores de um complô para instalar um regime pró-Líbia no Alto Volta. Ouédraogo assegurou à população que era "uma visita de rotina, uma espécie de visita de cortesia e acho que não devemos tentar ver nada além disso", e afirmou que "não se deve falar em estabelecer uma Jamahiriya Voltaica". Em 26 de março Ouédraogo e Sankara realizaram uma reunião na capital, onde começaram a surgir diferenças em suas crenças. Naquele dia, o CSP organizou um grande comício na cidade onde um discurso moderado de Ouédraogo foi recebido com muito menos entusiasmo do que os comentários radicais de Sankara.
À medida que seu mandato progredia, Ouédraogo se viu incapaz de reconciliar as facções conservadoras e radicais do CSP, cujas divergências estavam levando a um impasse político. Em 14 de maio de 1983, o CSP foi convocado na cidade de Bobo-Dioulasso. Uma multidão se reuniu para ouvir uma mensagem do conselho. Sankara falou até o anoitecer, e a multidão se dispersou, seus membros ansiosos para quebrar seus jejuns do Ramadã. Ouédraogo, por sua vez, ficou sem público para seu discurso, pois Sankara aparentemente pretendia humilhá-lo. No dia seguinte, ele se encontrou com Guy Penne, um dos principais conselheiros para assuntos africanos do presidente da França, François Mitterrand. Em 16 de maio, ele expurgou do seu governo de elementos pró-líbios e anti-franceses, dissolveu o CSP e prendeu Sankara e vários outros oficiais importantes. Explicando as razões para a remoção dos radicais, ele disse: "É um problema de ideologia... Estávamos seguindo passo a passo o programa [da Ligue patriotique pour le développement] e esse programa era para nos levar a uma sociedade comunista." Ele se encontrou novamente com Penne, que prometeu ao seu governo uma ajuda financeira significativa da França. Um oficial, Blaise Compaoré, evadiu da captura e fugiu para a antiga guarnição de Sankara em Pô, onde começou a organizar a resistência. Nos dias seguintes ocorreram grandes manifestações em Ouagadougou em apoio a Sankara. A posição política de Ouédraogo era fraca; seus adversários de esquerda eram bem organizados, enquanto ele não tinha conexões confiáveis com as facções conservadoras que supostamente representava e só podia realmente contar com o apoio de um punhado de seus ex-colegas do seminário menor de Pabré. Percebendo que o uso da força era de pouco recurso, procurou resolver a situação apaziguando seus adversários.
Em 27 de maio, Ouédraogo fez um discurso, prometendo um rápido retorno ao regime civil e a libertação dos presos políticos. Também anunciou a elaboração de uma nova constituição dentro de seis meses, a ser seguida de uma eleição na qual não participaria. Igualmente, sentiu que o aumento da politização do exército era perigosa e agravava a ameaça de uma guerra civil, então advertiu que quaisquer soldados que se envolvessem na política seriam repreendidos. Afirmando que a geração mais velha de políticos estava desacreditada e deveria se aposentar, ele anunciou que "patriotas" e "homens novos com senso de responsabilidade e realidades nacionais" deveriam assumir a liderança do país. Ouédraogo terminou expressando sua esperança de que a juventude do Alto Volta poderia evitar as armadilhas da política partidária. Vários dias depois, libertou Sankara, que foi confinado sob escolta em prisão domiciliar. Enquanto a situação se deteriorava, Ouédraogo acelerou a execução de seus objetivos, libertando muitos presos políticos mantidos sob o regime de Zerbo. No entanto, sua extensão da reabilitação política para Yaméogo antagonizou muitos políticos que Yaméogo havia reprimido. Sankara logo foi preso novamente, mas depois liberado após a crescente pressão das tropas de Compaoré. Em 4 de junho Ouédraogo removeu vários ministros pró-Sankara de seu governo.

## Golpe
As tensões continuaram a aumentar até 4 de agosto, quando Compaoré lançou um golpe. De acordo com alguns relatos, as forças de Compaoré foram motivadas a agir quando receberam informações de que Somé Yorian estava planejando depor Ouédraogo, tomar o poder e matar Sankara e seus aliados. Compaoré mobilizou 250 paraquedistas em Pô para marchar em Ouagadougou. Eles partiram à tarde com um grupo de civis armados e caminhões apreendidos de uma construtora canadense, permitindo-lhes avançar rapidamente. Ao mesmo tempo, Ouédraogo consultou seu chefe de gabinete, que o aconselhou a negociar o fim de seu conflito político com Sankara. Ouédraogo recebeu Sankara às 19:00 em sua residência e se ofereceu para renunciar "para facilitar o estabelecimento de um governo de transição que seria unânime". Sankara concordou com a proposta, mas pediu um atraso de algumas horas para discutir com Compaoré. Ele partiu às 20h30, mas não conseguiu informar Compaoré ou outros golpistas da trégua. No mesmo período, os paraquedistas se infiltraram na capital e começaram a tomar locais estratégicos por toda parte, montando ataques à estação de rádio, Camp Guillame (sede do destacamento blindado do exército) e a sede da gendarmaria. Os civis ajudaram os golpistas fornecendo-lhes orientações e cortando linhas elétricas na capital.
Na residência de Ouédraogo, homens da Guarda Presidencial trocaram tiros com os golpistas antes de se renderem. Compaoré chegou ao local por volta das 22h, seguido por Sankara uma hora depois. Este último informou Ouédraogo da "revolução" e ofereceu o exílio a ele e sua família. Ouédraogo respondeu que preferia permanecer no país sob o novo regime. Em seguida, foi levado ao Palácio Presidencial para passar a noite. O putsch teria deixado 13 pessoas mortas e 15 feridas, incluindo seis civis franceses.
Sankara tornou-se o novo presidente do Alto Volta. Ele criou um Conseil National de la Revolution (CNR), um órgão governante composto principalmente por oficiais subalternos populistas, bem como membros da Ligue patriotique pour le développement e da Union des Luttes Communistes. Sankara fez um discurso na rádio nacional declarando a derrubada do CSP, dizendo que a finalidade do golpe era "transferir [...] o poder das mãos da burguesia voltaica aliada ao imperialismo para as mãos da aliança das classes populares que compõem o povo." Também declarou que o CNR iria "liquidar a dominação imperialista" e pediu ao público para formar "Comitês para a Defesa da Revolução" para ajudar neste empreendimento. O discurso foi transmitido várias vezes em francês, mooré e gurunsi. Um breve toque de recolher foi imposto, o Aeroporto de Ouagadougou foi fechado e as fronteiras foram cerradas.

## Consequências

### Destino de Ouédraogo
Sankara prometeu dar a Ouédraogo "muito humanitarismo". Na noite de 5 de agosto, o ex-presidente foi preso no acampamento militar de Pô. Ele foi dispensado do exército em 25 de agosto. Ouédraogo recebeu clemência em 4 de agosto de 1985 e retornou ao trabalho médico, aceitando um emprego no Hôpital Yalgado-Ouédraogo. No entanto, o regime de Sankara monitorou suas atividades e o restringiu de reentrar no exército. Ouédraogo declarou que não assumiria um papel ativo na política e a partir de então mostrou pouco interesse em se envolver nos assuntos públicos.

### Reações estrangeiras
A agência de notícias oficial da Líbia, Jamahiriya News Agency, elogiou o golpe. Em 6 de agosto, o líder líbio Muammar Gaddafi estendeu suas felicitações formais a Sankara e despachou um avião com ajuda para o Alto Volta. O golpe ocorreu em um momento em que o envolvimento líbio no conflito no Chade estava aumentando, gerando preocupações entre os governos do Níger e da Costa do Marfim de que a derrubada fosse um movimento planejado por Gaddafi. Em entrevista a uma estação de rádio francesa, Sankara declarou: "Lamento que sejamos considerados peões de Gaddafi. O coronel Gaddafi é um chefe de Estado que conseguiu resolver os problemas de seu país. Mas a Líbia não é o Alto Volta e o capitão Sankara não é o coronel Gaddafi. Certamente há muito a aprender na Líbia, mas não podemos copiar suas experiências e é por isso que não podemos falar de peões." Como medida para amenizar as preocupações, Sankara enviou uma mensagem ao presidente da Costa do Marfim, Félix Houphouët-Boigny, expressando o desejo de "consolidar a tradicional amizade e cooperação" entre seus países. Ele também pediu ao governo líbio que suspendesse mais voos. O novo regime cultivou relações amistosas com a Líbia, Gana, União Soviética e Albânia, enquanto a França e os Estados Unidos o ignoraram progressivamente.

### Governança do Conselho Nacional da Revolução
No dia seguinte ao golpe, o Conselho Nacional da Revolução emitiu um decreto, reorganizando o país em 30 províncias. Em 9 de agosto, Sankara demitiu o gabinete de Ouédraogo, pedindo aos altos funcionários públicos que se encarregassem de seus ministérios até que novos ministros pudessem ser nomeados. O estado-maior militar foi dissolvido e substituído por um novo alto comando sob o comando do major Jean-Baptiste Boukary Lingani. Naquela noite, soldados conservadores tentaram um contragolpe, lançando um ataque tripartite em Ouagadougou contra a residência de Sankara, uma estação de rádio e o local onde Somé Yorian e um comandante paraquedista, Fidele Guebre, estavam detidos. Dois dos guardas de Sankara foram feridos, enquanto Somé Yorian e Guebre foram baleados ao tentar escapar. Um toque de recolher noturno permaneceu em vigor por vários meses após o golpe, e os estrangeiros que visitaram o país foram revistados e questionados sobre suas intenções.
Após o golpe, iniciou-se um período de transformação social no Alto Volta. Logo foi renomeado para Burkina Faso pelo presidente Sankara, que trabalhou para desenvolver o país em direção ao socialismo. Ele ficaria no poder por quatro anos até 15 de outubro de 1987, quando Compaoré lançou um golpe bem-sucedido contra seu antigo colega. Na noite do golpe, um comunicado lido na rádio nacional anuncia a dissolução do Conselho Nacional da Revolução e a substituição de Sankara por Compaoré. Compaoré ficaria no poder até 2014, quando uma revolta contra si acabaria forçando-o a fugir do país.

## Obras citadas
- «Babies Not Barracks Ex-President». London: Africa Analysis Limited. Africa Analysis. 2 (13–37). 11 de dezembro de 1987. ISSN 0950-902X
- Emerson, Stephen A. (1991). Regime change as an indicator of political instability in Africa and the Middle East, 1979-1985 (PhD thesis). University of Florida. OCLC 25350800. ProQuest 304006682
- Englebert, Pierre (2018). Burkina Faso: Unsteady Statehood In West Africa. New York: Routledge. ISBN 9780429981562
- Harsch, Ernest (2014). Thomas Sankara: An African Revolutionary illustrated, reprint ed. Athens: Ohio University Press. ISBN 9780821445075
- Kandeh, J. (2004). Coups from Below: Armed Subalterns and State Power in West Africa. [S.l.]: Springer. ISBN 9781403978776
- Ouédraogo, Édouard (1996). Voyage de la Haute-Volta au Burkina Faso [Journey from Upper Volta to Burkina Faso] (em francês). Ouagadougou: Éditions Paalga. OCLC 37811810
- «Ouedraogo's African tour». London: West Africa Publishing Company Limited. West Africa: 1091. 2 Maio 1983. ISSN 0043-2962
- «President Will Stand Down». Exeter: Blackwell. Africa Research Bulletin. Economic, Financial and Technical Series: 6840. 1983. OCLC 933316914
- Quarterly Economic Review of Ivory Coast, Togo, Benin, Niger, Upper Volta. London: Economist Intelligence Unit Limited. 1983. ISSN 0142-4513
- «Recent Unsuccessful Coup Attempt Explained». London: Afrimedia International. West Africa: 770–771. 28 de março de 1983. ISSN 0043-2962
- Rupley, Lawrence; Bangali, Lamissa; Diamitani, Boureima (2013). Historical Dictionary of Burkina Faso revised ed. Lanham: Rowman & Littlefield. ISBN 9780810867703
- Savonnet-Guyot, Claudette (1986). État et sociétés au Burkina: essai sur le politique africain [State and Societies in Burkina: Essay on African Politics]. Col: Hommes et sociétés (em francês). 27. Paris: Karthala. ISBN 9782865371488
- Skinner, Elliott Percival (1989). The Mossi of Burkina Faso: Chiefs, Politicians and Soldiers revised ed. Prospect Heights: Waveland Press. ISBN 9780881333985
- Skinner, Elliot P. (Setembro de 1988). «Sankara and the Burkinabe Revolution: Charisma and Power, Local and External Dimensions». Cambridge University Press. The Journal of Modern African Studies. 26 (3): 437–455. ISSN 0022-278X. JSTOR 160892. doi:10.1017/S0022278X0001171X
- «Upper Volta Junta Pledges Civilian Rule In Two Years». Durham: Africa News Service. Africa News. 19: 20. 1982. ISSN 0191-6521
- Wood, Michael (Outubro de 1983). «Upper Volta: Another Piece in Qaddafi's Puzzle?». The World Today. 39 (10): 364–368. JSTOR 40395436

- Este artigo foi inicialmente traduzido, total ou parcialmente, do artigo da Wikipédia em inglês cujo título é «1983 Upper Voltan coup d'état».